# Littorina mandshurica
Littorina mandshurica is een slakkensoort uit de familie van de Littorinidae. De wetenschappelijke naam van de soort is voor het eerst geldig gepubliceerd in 1861 door Schrenk.